# ميغان كوهلر
ميغان كوهلر هي لاعبة كرلنغ كندية، ولدت في 18 يوليو 1989 في يلونايف في كندا.